# Догель Валентин Олександрович
Догель Валентин Олександрович (26 лютого 1882, Казань — 1 червня 1955, Ленінград) — російський і радянський зоолог, відомий працями з протистології, паразитології, порівняльної анатомії безхребетних тварин та ембріології, член-кореспондент АН СРСР, дійсний член Лондонського Ліннеївського товариства.
Особливо знаний за формулювання принципів полімеризації і олігомеризації гомологічних органів та як автор класичного посібника «Зоология беспозвоночных», що витримав 7 перевидань (останнє 1981 року).

## Біографія

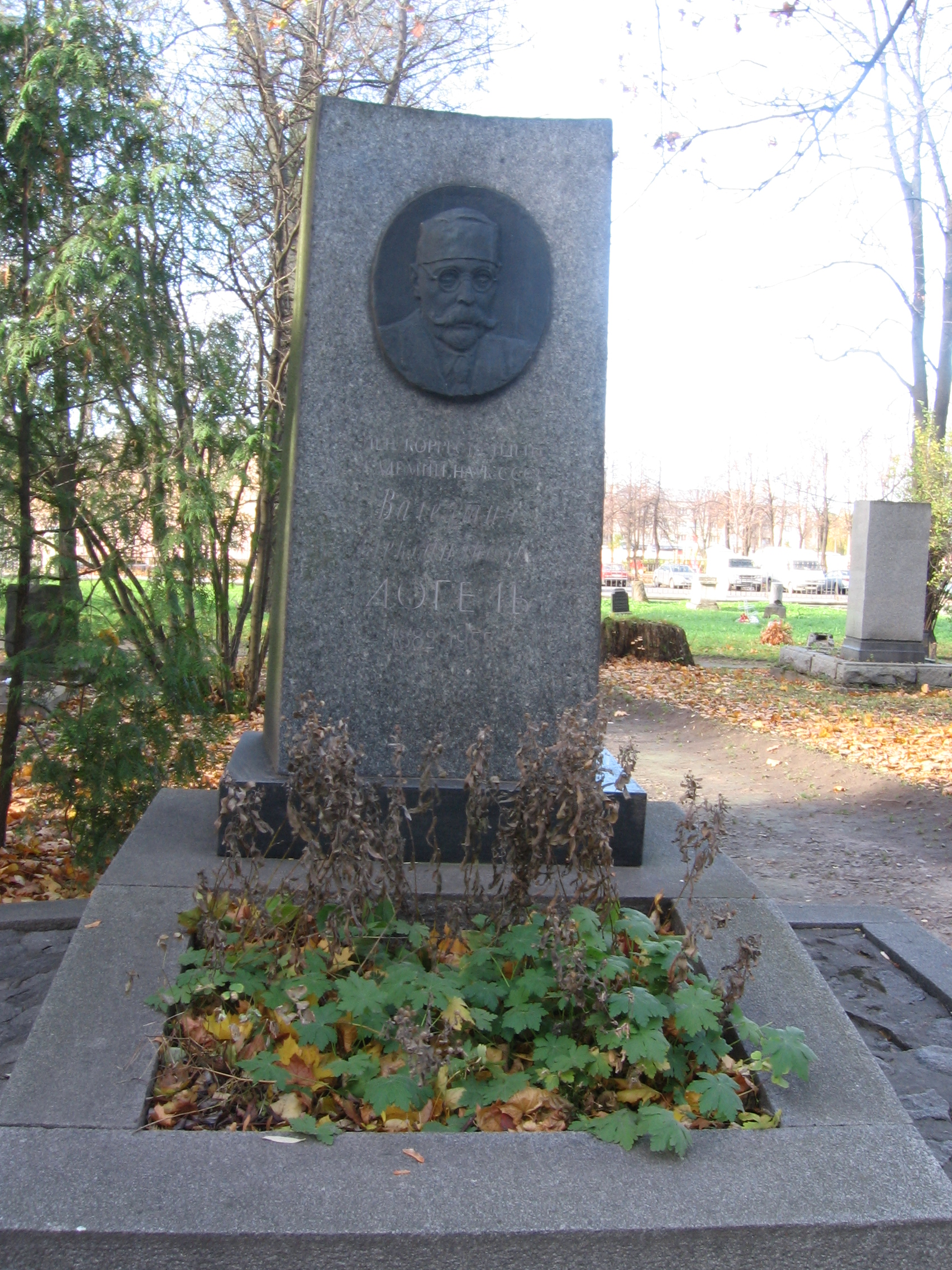
Надгробок В. О. Догеля на Літераторських мостках

Валентин Олександрович народився 26 лютого (10 березня за старим стилем) 1882 року в Казані в родині А. С. Догеля — російської гістолога і ембріолога.
1904 року В. О. Догель закінчив Петербурзький університет і був залишений в університеті для підготовки до професорського звання. 1910 року захистив магістерську дисертацію на тему «Catenata. Організація роду Haplozoon та деяких подібних до неї форм». З 1913 року — професор Петербурзького університету, докторська дисертація «Матеріали з історії розвитку Pantopoda». Одночасно читав лекції в Імператорському жіночому педагогічному інституті.
1915 року у званні поручика брав участь у Першій світовій війні (проходив службу у військово-санітарному транспорті). Влітку 1916 року відновив наукову діяльність.
З 1923 року організатор і керівник лабораторії паразитології в Ленінградському іхтіологічному інституті (ВНИОРХ). З 1939 року член-кореспондент Академії наук СРСР по відділенню математики та природничих наук.
1944 року очолює лабораторію протистології в Зоологічному інституті АН СРСР (ЗІН). Того ж року обирається іноземним членом Лондонського Ліннеївського товариства.
Керівник понад 40 експедицій з вивчення водойм СРСР. Організував в СРСР вивчення паразитарних і бактеріальних хвороб риб, що сприяло розвитку рибництва та акліматизації риб.
Помер 1 червня 1955 року у Ленінграді. Похований на Літераторських містках Волковського цвинтаря (Ленінград).

## Наукові праці
Є автором понад 100 наукових праць з протистології, паразитології, порівняльної анатомії безхребетних тварин та ембріології. Ним була відкрита важлива закономірність еволюції Eumetazoa — принципи полімеризації гомологічних органів і олігомеризації гомологічних органів. Створив прогресивне екологічне спрямування в паразитології. Створив школи протистологів і паразитологів.
- (рос.) Догель В. А. Паразитарные заболевания рыб. — М.: Сельхозгиз, 1932. — 152 с.
- (рос.) Догель В. А., Пешков М. А., Гусева Н. В. Бактериальные заболевания рыб. — М.: Пищепромиздат, 1939. — 114 с.
- (рос.) Догель В. А., Быховский Б. Е. Паразиты рыб Каспийского моря. — М.-Л.: Издательство АН СССР, 1939. — 152 с.
- (рос.) Догель В. А. Курс общей паразитологии. — Л.: Учпедгиз, 1941. — 288 с.
- (рос.) Догель В. А. Зоология беспозвоночных. — М.: Советская наука, 1947. — 528 с.
- (рос.) Догель В. А. Общая протистология. — М.: Советская наука, 1951. — 604 с.  — перекладена 1965 року англійською.
- (рос.) Догель В. А., Бауэр О. Н. Борьба с паразитарными заболеваниями рыб в прудовых хозяйствах. — М.: Издательство АН СССР, 1955. — 88 с.
- (рос.) Догель В. А. Общая паразитология / Переработано и дополнено Ю. И. Полянским и Е. М. Хейсиным. — Л.: Издательство Ленинградского университета, 1962. — 464 с.
- (рос.) Догель В. А., Полянский Ю. И., Хейсин Е. М. Общая протозоология / Отв. ред. Ю. И. Полянский; АН СССР, Институт цитологии. — М.; Л.: Издательство АН СССР, 1962. — 592 с.
- (рос.) Догель В. А. Зоология беспозвоночных: Учебник для университетов / Под ред. проф. Ю. И. Полянского. — Издательство 7-е, перераб. и доп. — М.: Высшая школа, 1981. — 606 с.

Знаменитий підручник Догеля «Зоологія безхребетних», до теперішнього часу використовується російськими студентами-біологами.

## Нагороди та премії
- 1945 — орден Трудового Червоного Прапора.
- 1953 — орден Леніна.
- 1957 — Ленінська премія — присуджена посмертно за наукову працю «Загальна протистология» 1951 року[3].